# Judo ai Giochi della XXVIII Olimpiade
Le prove di judo ai Giochi della XXVIII Olimpiade si sono svolte tra il 14 ed il 20 agosto 2004 presso l'Ano Liosia Olympic Hall di Atene.

## Podi

### Uomini
| Evento                                        | Oro              | Argento           | Bronzo                                |
| fino a 60 kg (pesi super-leggeri) (dettagli)  | Tadahiro Nomura  | Nest'or Khergiani | Khashbaatar Tsagaanbaatar Choi Min-Ho |
| fino a 66 kg (pesi mezzo-leggeri) (dettagli)  | Masato Uchishiba | Jozef Krnáč       | Georgi Georgiev Yordanis Arencibia    |
| fino a 73 kg (pesi leggeri) (dettagli)        | Lee Won-hee      | Vitaliy Makarov   | Leandro Guilheiro Jimmy Pedro         |
| fino a 81 kg (pesi medio-leggeri) (dettagli)  | Īlias Īliadīs    | Roman Gontyuk     | Dmitrij Nosov Flavio Canto            |
| fino a 90 kg (pesi medi) (dettagli)           | Zurab Zviadauri  | Hiroshi Izumi     | Mark Huizinga Chasanbi Taov           |
| fino a 100 kg (pesi medio-massimi) (dettagli) | Ihar Makarau     | Jang Sung-ho      | Ariel Zeevi Michael Jurack            |
| oltre 100 kg (pesi massimi) (dettagli)        | Keiji Suzuki     | Tamerlan Tmenov   | Indrek Pertelson Dennis van der Geest |

### Donne
| Evento                                       | Oro            | Argento             | Bronzo                                 |
| fino a 48 kg (pesi super-leggeri) (dettagli) | Ryoko Tani     | Frederique Jossinet | Gao Feng Julia Matijass                |
| fino a 52 kg (pesi mezzo-leggeri) (dettagli) | Xian Dongmei   | Yuki Yokosawa       | Ilse Heylen Amarilis Savón             |
| fino a 57 kg (pesi leggeri) (dettagli)       | Yvonne Bönisch | Kye Sun-hui         | Deborah Gravenstijn Yurisleidy Lupetey |
| fino a 63 kg (pesi medio-leggeri) (dettagli) | Ayumi Tanimoto | Claudia Heill       | Driulis González Urška Žolnir          |
| fino a 70 kg (pesi medi) (dettagli)          | Masae Ueno     | Edith Bosch         | Qin Dongya Annett Böhm                 |
| fino a 78 kg (pesi medio-massimi) (dettagli) | Noriko Anno    | Liu Xia             | Yurisel Laborde Lucia Morico           |
| oltre 78 kg (pesi massimi) (dettagli)        | Maki Tsukada   | Daima Beltrán       | Tea Donguzashvili Sun Fuming           |

## Medagliere
| Pos.   | Paese          | Oro | Argento | Bronzo | Totale |
| ------ | -------------- | --- | ------- | ------ | ------ |
| 1      | Giappone       | 8   | 2       | 0      | 10     |
| 2      | Cina           | 1   | 1       | 3      | 5      |
| 3      | Corea del Sud  | 1   | 1       | 1      | 3      |
| 4      | Georgia        | 1   | 1       | 0      | 2      |
| 5      | Germania       | 1   | 0       | 3      | 4      |
| 6      | Bielorussia    | 1   | 0       | 0      | 1      |
| 6      | Grecia         | 1   | 0       | 0      | 1      |
| 8      | Russia         | 0   | 2       | 3      | 5      |
| 9      | Cuba           | 0   | 1       | 5      | 6      |
| 10     | Paesi Bassi    | 0   | 1       | 3      | 4      |
| 11     | Austria        | 0   | 1       | 0      | 1      |
| 11     | Corea del Nord | 0   | 1       | 0      | 1      |
| 11     | Francia        | 0   | 1       | 0      | 1      |
| 11     | Slovacchia     | 0   | 1       | 0      | 1      |
| 11     | Ucraina        | 0   | 1       | 0      | 1      |
| 16     | Brasile        | 0   | 0       | 2      | 2      |
| 17     | Belgio         | 0   | 0       | 1      | 1      |
| 17     | Bulgaria       | 0   | 1       | 1      | 1      |
| 17     | Estonia        | 0   | 0       | 1      | 1      |
| 17     | Israele        | 0   | 0       | 1      | 1      |
| 17     | Italia         | 0   | 0       | 1      | 1      |
| 17     | Mongolia       | 0   | 0       | 1      | 1      |
| 17     | Slovenia       | 0   | 0       | 1      | 1      |
| 17     | Stati Uniti    | 0   | 0       | 1      | 1      |
| Totale | Totale         | 15  | 15      | 30     | 60     |